# Орден Звезды Эфиопии
Орден Звезды Эфиопии — императорская награда Эфиопии. Является одной из старейших наград Эфиопии.

## История
Была учреждена императором Менеликом II, который ещё не был императором Эфиопии, в 1884—1885 годах.
Изначально орден имел пять степеней и дополнительную («une catégorie speciale»). До революции орден имел три степени, две из которых делились на две подстепени: I степень — Большой крест, II степень делилась на командора со звездой (великого офицера) (avec plaque) и на командора; III степень — кавалер с розеткой и кавалер. Внешне орден был похож на орден Почетного Легиона.
В настоящее время орден имеет 5 степеней:
- Большой крест (GCSE),
- великий офицер (GOSE),
- командор (CSE),
- офицер (OSE) и
- кавалер (MSE)[1].

## Кавалеры
Первоначально орден вручался не часто и только высшим лицам империи и армии.
- Аббас II Хильми
- Георг VI
- Хайле Селассие I — 1909
- Владимир Борисович Фредерикс — 1896
- Адольф Александрович Реммерт — 1896
- Пётр Петрович Семёнов-Тян-Шанский — 1897
- Йоханнес Брун[англ.]
- Эдвард Глейчен[англ.]
- Гаральд Джуел[англ.]
- Джон Квейл[англ.]
- Адольф Стабель[англ.]
- Пётр Николаевич Краснов
- Николай Степанович Леонтьев
- Леонид Константинович Артамонов

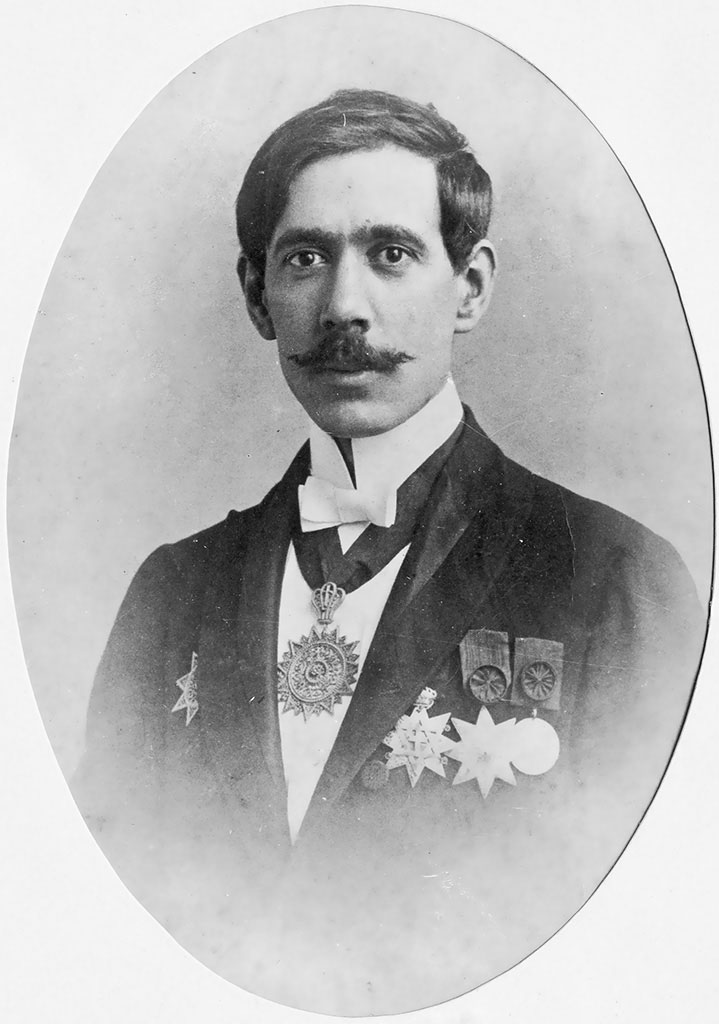
Георгиос Прокопиу со звездой и знаками ордена.
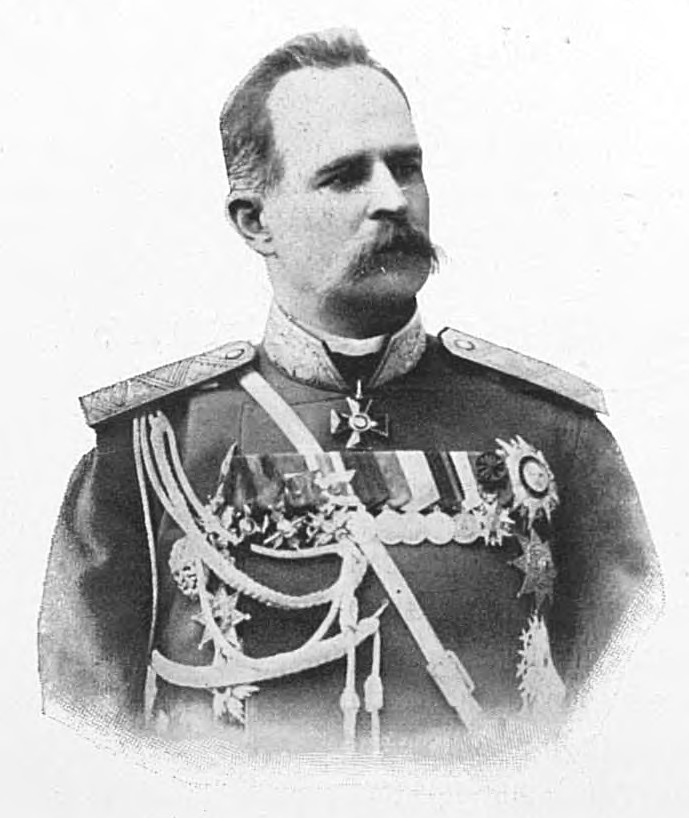
Л. К. Артамонов со звездой и знаком 2-й степени